# Loch Coulin
Loch Coulin är en sjö i Storbritannien. Den ligger i kommunen Highland och riksdelen Skottland, i den nordvästra delen av landet. Arean är 0,33 kvadratkilometer.